# ريان ليزلي
ريان ليزلي (بالإنجليزية: Ryan Leslie)‏ هو كاتب أغاني ومغن مؤلف ومنتج أسطوانات ومغني أمريكي، ولد في 25 سبتمبر 1978 في واشنطن العاصمة في الولايات المتحدة.

## وصلات خارجية
- الموقع الرسمي
- ريان ليزلي على موقع ميوزك برينز (الإنجليزية)
- ريان ليزلي على موقع أول ميوزيك (الإنجليزية)
- ريان ليزلي على موقع ديسكوغز (الإنجليزية)